# 奧利夫布蘭奇 (伊利諾伊州)
奧利夫布蘭奇（英語：Olive Branch）是位於美國伊利諾伊州亞歷山大縣的一個人口普查指定地區。

## 地理
奧利夫布蘭奇的座標為37°10′07″N 89°21′06″W / 37.16861°N 89.35167°W，而該地最高點為海拔高度104米（即341英尺）。

## 人口
根據2010年美國人口普查的數據，奧利夫布蘭奇的面積為24.99平方千米，當中陸地面積為24.97平方千米，而水域面積為0.02平方千米。當地共有人口864人，而人口密度為每平方千米34.57人。